# Ben Rappaport
Bennett Eli „Ben“ Rappaport (* 23. března 1986, Arlington, Texas, USA) je americký herec. Proslavil se rolí Todda Dempsyho v seriálu stanice NBC Haló, tady Indie, který se vysílal během let 2010 až 2011  Během let 2018 až 2019 hrál jednu z hlavních rolí v seriálu stanice ABC For the People.

## Životopis
Rappaport se narodil v Arlingtonu v Texasu  Byl vychován v židovském náboženství. Navštěvoval střední školu Klein High School,poblíž Houstonu. O herectví se zajímal od patnácti let a následně vystudoval začal navštěvovat Juilliardskou školu v New Yorku, kde studoval herectví.

## Kariéra
Na začátku své herecké kariéry hrál v divadelních a scénických produkcích. V roce 2010 byl obsazen do hlavní role Todda Dempsyho v seriálu stanice NBC Haló, tady Indie. Během let 2013 až 2016 hrál vedlejší roli Careyho Zeppse. V roce 2015 získal vedlejší roli Ollieho Parkera v seriálu Mr. Robot. V roce 2016 získal vedlejší roli Maxe Horowitze v seriálu Younger. V roce 2018 získal jednu z hlavních rolí v seriálu stanice ABC For the People.

## Filmografie

### Film
| Rok  | Název             | Role      | Poznámky               |
| ---- | ----------------- | --------- | ---------------------- |
| 2012 | Druhá šance       | Brad      |                        |
| 2012 | Mosazné konvice   | Ricky     |                        |
| 2016 | Better Off Single | Nathanovi |                        |
| 2018 | Landing Up        | David     | také výkonný producent |
| 2018 | Ask for Jane      | Účtovat   |                        |

### Televize
| Rok       | Název                       | Role                            | Poznámky               |
| --------- | --------------------------- | ------------------------------- | ---------------------- |
| 2010-11   | Haló, tady Indie            | Todd Dempsy                     | hlavní role, 22 dílů   |
| 2012      | Sherlock Holmes: Jak prosté | Dr. Cahill                      | díl: „Lesser Evils“    |
| 2013–2016 | Dobrá manželka              | Carey Zepps                     | vedlejší role, 14 dílů |
| 2013      | Love Is Dead                | Alex                            | TV film                |
| 2014      | Do It Yourself              | Nick Porter                     | TV film                |
| 2015–2016 | Mr. Robot                   | Ollie Parker                    | vedlejší role, 8 dílů  |
| 2016–2017 | Younger                     | Max Horowitz                    | vedlejší role, 8 dílů  |
| 2016      | Zoobiquity                  | Dr. Henry Phillips              | TV film                |
| 2017      | The Vietnam War             | Denton („Mogi“") Crocker (hlas) | 2 díly                 |
| 2017      | Ozark                       | Josh Silverbeg                  | díl: „Ruling Days“     |
| 2018–2019 | For the People              | Seth Oliver                     | hlavní role, 20 dílů   |

### Divadlo
| Rok  | Název                    | Role    | Poznámky |
| ---- | ------------------------ | ------- | -------- |
| 2015 | Šumař na střeše          | Perchik |          |
| 2019 | "Actually, We're F**ked" | Nick    |          |